# Hagelkreuzstraße 17 (Mönchengladbach)

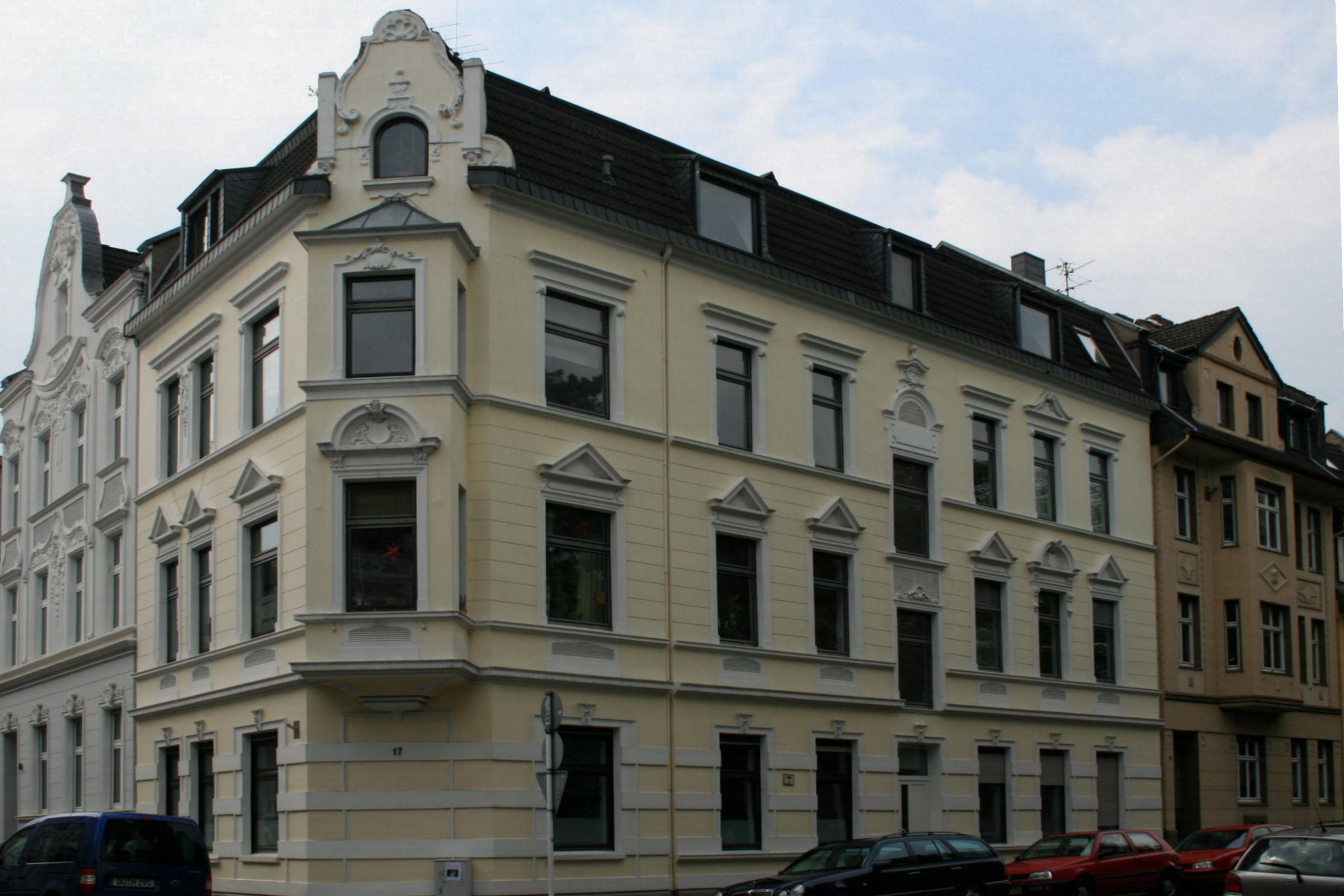
Wohnhaus (2010)

Das Wohnhaus Hagelkreuzstraße 17 steht in Mönchengladbach (Nordrhein-Westfalen).
Das Gebäude wurde um die Jahrhundertwende erbaut. Es wurde unter Nr. H 092  am 6. Dezember 1994 in die Denkmalliste der Stadt Mönchengladbach eingetragen.

## Lage
Die Hagelkreuzstraße liegt zwischen dem Neuen Wasserturm und dem Bunten Garten.

## Architektur
Es handelt sich um ein dreigeschossiges Eckgebäude mit einer Putzfassade und ausgebautem Dachgeschoss. Es ist horizontal gegliedert durch umlaufendes Stockwerk-, Sohlbank- und gesprengtes Traufgesims. Betonung der abgeschrägten Stirnseite durch zweigeschossigen Erker und Giebelausbildung. Formale Gestaltung der beiden Straßenfronten gleich, im Detail jedoch variierend. Annähernd axialsymmetrische Gliederung der breiteren Seitenfront zu Benediktinerstraße.
Neben der mittelaxialen Erschließungsachse beidseitig drei Fensterachsen; das linke Achsenfeld breiter ausgebildet, die anderen in regelmäßiger Reihung. Die schmalere Seite zur Hagelkreuzstraße ist in drei gleichwertige Achsen gegliedert, wobei die Ausbildung und Gestaltung der Fenster der der anderen Frontseite entspricht. Alle Fenster sind als gleichförmige Hochrechtecke ausgebildet, aber mit geschossweise variierenden Einfassungen gerahmt. Im Erdgeschoss nur schlusssteinbesetzte Profilrahmung, im ersten Obergeschoss Giebelverdachung und im zweiten Obergeschoss schlichtere Gebälkverdachung. Die Treppenhausfenster der Eingangsachse sind durch eine aufwändigere Bekrönung zusätzlich akzentuiert. Die zitierten Stilmittel sind primär der Renaissance bzw. der Deutschen Renaissance entlehnt.